# Virgil Abloh
Virgil Abloh   (Rockford, 30 de setembre de 1980 - Chicago, 28 de novembre de 2021) va ser un dissenyador de moda i discjòquei estatunidenc d'origen ghanès. Va ser creador i director executiu de la marca establerta a Milà Off White, fundada el 2013. El 2018 va ser nomenat director creatiu de Louis Vuitton.
D'ascendència ghanesa, es va graduar en enginyeria civil a la Universitat de Wisconsin l'any 2002 i va obtenir un màster en arquitectura a l'Institut de Tecnologia d'Illinois l'any 2006. Va entrar al món de la moda fent pràctiques a Fendi l'any 2009 juntament amb el raper estatunidenc Kanye West. Els dos van començar una col·laboració artística que posaria en marxa la carrera d'Abloh. La revista Times va nomenar-lo una de les cent persones més influents de l'any 2018. El 2019, va ser nomenat membre de la junta directiva del Consell de Dissenyadors de Moda d'Amèrica (The Council of Fashion Designers of America).

## Primers anys
Virgil Abloh va néixer el 20 de setembre del 1980 a Rockford (Illinois) en una família d'immigrants ghanesos. La seva mare era modista i li va ensenyar a cosir. Es va criar a Rockford juntament amb la seva germana i va fer els estudis d'ensenyament secundari en un institut (high school) catòlica, on es va graduar l'any 1998. A l'institut va conèixer Shannon, amb qui anys més tard es va casar. Seguint els desitjos del seu pare, va estudiar enginyeria civil a la Universitat de Wisconsin i l'any 2002 s'hi va graduar. L'últim any de carrera va triar una assignatura d'història de l'art i en conèixer el Renaixement italià i l'obra de Caravaggio va adonar-se que, en art, es podia inventar. Aleshores va decidir fer un màster en arquitectura a l'Institut de Tecnologia d'Illinois, un dels pocs centres on es podia fer amb un títol d'enginyeria civil.

## Carrera professional

### 2009–2013: inici del prestigi
L'any 2009, Abloh va entrar a treballar a la firma de moda italiana Fendi juntament amb el raper Kanye West. Els dos van començar a planejar col·laboracions i un any més tard, West va nomenar Abloh director creatiu de la seva agència de publicitat DONDA. En el 2011, West li va demanar que fos el director artístic del seu àlbum fet juntament amb Jay-Z, Watch the Throne, pel qual van rebre una nominació als premis Grammy. L'any següent, Abloh va atrevir-se a endegar la seva pròpia marca: Pyrex Vision. Per començar, va comprar un estoc de samarretes de Ralph Lauren, a 40 dòlars cadascuna. Hi va fer imprimir un disseny seu, amb la paraula 'Pyrex' i va incrementar el seu valor fins a 500 dòlars. Per a Abloh, Pyrex Vision no tenia la intenció de ser una empresa comercial, sinó un experiment artístic,la representació de la importància que té actualment la cultura del jovent.

### 2013–2017: Off White i èxit popular

#### Off-White

Logo de la marca Off-White

En el 2013, Abloh va fundar la seva primera casa de moda nomenada Off-White, una marca firma de moda d'alta gamma streetwear. Basada a Milà, Itàlia, la companyia va ser descrita per Abloh com "la zona grisa entre el blanc i el negre com a color off-white" per als inversors i els crítics de moda. Va llançar la primera línia de roba femenina de la marca l'any 2014, ensenyant la col·lecció a la Setmana de la Moda de París. Les seves col·leccions van ser seleccionades com a finalistes pels premis LVMH, premis de moda, però va perdre contra Marques'Almeida i Jacquemus. Abloh va llançar el seu primer concepte de botiga per a Off-White a Tòquio (Japó), on va començar la seva companyia de mobles Grey Area.

#### "The Ten"
En el 2017, Nike va proposar a Abloh que dissenyés una nova col·lecció, anomenada "The Ten", on ell redissenyaria les 10 sabates més venudes de la companyia. Els 10 models són: Air Jordan 1, Air Presto, Air Max 90, Air Force 1, Air VaporMax, Hyperdunk, Zoom, VaporFly, Converse Chuck, Nike Blazer i Air Max 97.

#### IKEA
Virgil també ha fet una col·laboració amb la companyia de mobles sueca IKEA. Abloh serà l'encarregat de dissenyar una àmplia selecció de mobles per a gent jove que vulgui moblar els seus primers apartaments/cases. La col·lecció serà anomenada Markerad, que és una paraula sueca que significa "destacat". Està programat perquè surti a la venda en el 2019. Com gran part dels mobles IKEA, aquesta col·lecció serà assequible i àmpliament disponible.

### 2018–present: Louis Vuitton
El 25 de març del 2018 Abloh va ser nomenat director artístic per a la línia de roba d'home de la marca francesa Louis Vuitton, sent així Virgil la primera persona d'ascendència africana per dirigir la línia masculina de la marca, així com un dels pocs dissenyadors negres al capdavant d'una gran casa de moda francesa. Després de la seva acceptació del càrrec, va afirmar: "És un honor per a mi acceptar aquesta posició. Crec que el patrimoni i la integritat creativa de la casa són inspiracions clau i buscaré referències a ambdues mentre traço paral·lelismes amb els temps moderns".
Abloh presentarà la seva primera col·lecció per a Louis Vuitton a la Setmana de la Moda per a home del 2018 a París.
| "Una gran part del streetwear és vista com barata. El que ha estat el meu objectiu és afegir-li una capa d'intel·lectualitat i fer-lo creïble" Abloh inspirat després de la seva marca Off White |

## Elecció del disseny
Alguns dels dissenys de Virgil inclouen textos envoltats de cometes. Aquest disseny es pot trobar a tota mena de peces de roba: des de samarretes, pantalons, catifes i fins i tot, a cordons de les sabates que dissenya. L'ús de les cometes serveix com una eina per a expressar un destacament irònic de la peça.

## Vida personal
Abloh està casat amb Shannon Abloh des de l'any 2009. Es van conèixer a l'institut. Actualment és pare de dos fills, Lowe i Grey. Té una casa al Lincoln Park, Chicago. Viatja més de 500.000 quilòmetres a l'any pel seu treball.

## Premis i nominacions
| Any  | Premi                                                 |         |
| ---- | ----------------------------------------------------- | ------- |
| 2011 | Premi Grammy al Millor Paquet de Gravació             | Guanyat |
| 2017 | British Fashion Awards: Moda urbana i luxe            | Guanyat |
| 2017 | Premi CFDA Swarovski i Talents emergents              | Nominat |
| 2018 | Premi CFDA per a dissenyador de roba d'home de l'any  | Nominat |
| 2018 | Premi CFDA per a dissenyador de roba de dona de l'any | Nominat |

## Política
Per a Virgil Abloh, la seva marca Off-White no és només una simple marca de moda, sinó que és una manera d'expressar les seves idees. Ho veu com una plataforma per a fer art entre altres coses. A mitjans del 2017, va fer una col·laboració amb l'artista conceptual Jenny Holzer per aportar una mica de llum sobre el tema de la immigració i el refugiat internacional. La representació dels dos artistes, a Pitti Uomo situat a Florència, van presentar poemes, seleccionats per Holzer on expressaven les condicions nefastes que alguns refugiats i immigrants estan sotmesos. Els convidats a l'esdeveniment van rebre samarretes taronges dissenyades per Virgil. La part davantera mostrava les instruccions de com posar-se una armilla salvavides. La part de darrere tenia la frase "I'll never forgive the ocean" (mai perdonaré l'oceà), una frase de l'escriptor Omid Shams, un refugiat iranià.
El desembre del 2017, Abloh i Holzer van tornar a col·laborar. Abloh va dissenyar samarretes per l'organització Planned Parenthood com a resposta a la Women's March de Washington.
Entre altres projectes en els que també es pot veure aquesta lluita per una major igualtat per les persones de color és The Virgil Abloh “Post-Modern” Scholarship Fund, un fons de beques per tots aquells joves de color que puguin optar a les mateixes oportunitats que ell ha tingut.